# Califado Fatímida
O Califado Fatímida, ou Fatimita, foi um califado formado com a ascensão da dinastia dos Fatímidas, uma dinastia xiita ismaelita, de origem árabe, constituída por catorze califas, que reinou na África do Norte entre 909 e 1048 e no Egito entre 969 e 1171.

## Origens da dinastia
As origens da dinastia fatímida situa-se no ismailismo, uma corrente do islão xiita que considerava Ismail como o sétimo imã xiita. Os fatímidas alegavam ser descendentes de Fátima, filha do profeta Maomé e do seu marido Ali, o que explica a designação de Fatímidas. Enquanto xiitas opunham-se ao califado sunita dos Abássidas (750–1258).
A dinastia foi fundada por Abedalá Almadi Bilá no século X. Abedalá  vivia na cidade síria de Salamiyya, um dos centros a partir dos quais os ismailitas enviavam os seus missionários para os vários pontos do mundo islâmico, com objectivos não só religiosos, mas igualmente políticos. Abedalá  decidiu deixar esta cidade por motivos obscuros, acabando por se fixar no norte de África, primeiro em Sijilmassa, no sul de Marrocos, e depois na Tunísia, onde um dos seus missionários, Abu Abedalá, tinha alcançado bons resultados no seu trabalho junto dos berberes da tribo dos cotamas, ao mesmo tempo que procurava debilitar o poder da dinastia local, os aglábidas.
Abu Abedalá tomou Racada, a capital dos aglábidas no ano de 909. Em janeiro de 910 Abedalá  chegou à cidade, onde tomou os títulos de Mádi e miralmuminim. Rapidamente a dinastia passa a controlar o Magrebe. Em 921 Abedalá  fixa-se numa nova cidade, Mádia ("a cidade do Mádi"), situada na costa leste da Tunísia, a sul de Susa. A partir desta cidade Abedalá  pretendia conquistar o Egito, mas as três expedições militares lideradas pelo seu filho revelaram-se um fracasso.
O poder fatímida herdou dos aglábidas a ilha da Sicília, cujo domínio se revelou difícil. A população local rejeitou dois governadores fatímidas, dado que tinham eleito um governador próprio, ibne Curube, partidário dos abássidas, que fez guerra aos fatímidas. Quando a Sicília foi derrotada, a população local decidiu livrar-se do governador e aceitou o novo governador enviado por Abedalá .

## Os fatímidas no norte de África
Os primeiros três califas governaram a partir da cidade de Mádia, enfrentando algumas dificuldades geradas pelos seus súbditos sunitas e carijitas, que não estavam dispostos a seguir a doutrina ismailita. Em 948, o terceiro califa, Ismail Almançor, transferiu a capital para a recém-construída Mançoria, situada junto a Cairuão, a antiga capital aglábida.

## Os fatímidas no Egito
No dia 1 de julho de 969 o general Jauar, o Siciliano, ao serviço do califa Almuiz Aldim Alá, conquistou o Egito dos iquíxidas. Jauar mandou construir uma nova cidade, Alaíra ("a Vitoriosa"), conhecida no Ocidente como Cairo, perto da localidade de Fostate. Esta cidade tinha como objectivo servir de quartel-general para o exército. É na cidade de Cairo que fundam a famosa Universidade de Alazar e mesquita com o mesmo nome. Foi ainda durante o califado de Almuiz que os fatímidas dominaram as cidades sagradas de Meca e Medina, que permaneceram sob controlo fatímida até ao século XI.
Durante o reinado de Alaziz (r. 975–996) os fatímidas alargaram o seu império até à Síria. Este califa recorreu à prática de recrutar mercenários para integrar o exército, o que se revelaria mais tarde fatal para a dinastia. O seu sucessor, Aláqueme Biamir Alá, ficou conhecido pela sua intolerância religiosa contra judeus e cristãos e pelo seu comportamento excêntrico. Tentou destruir a Igreja Copta do Egito e, em 1010, mandou destruir a Basílica do Santo Sepulcro em Jerusalém. Em 1016, Aláqueme declarou-se Deus; graças à influência do seu vizir Hamzá ibne Ali ibne Amade, se desenvolveria um culto em torno da pessoa do califa que está na origem da religião drusa.

## Declínio dos Fatímidas
Foi a partir do final do califado de Aláqueme que se iniciou o declínio dos fatímidas. Ao estabelecerem-se no Egito, os Fatímidas perdem o controlo sobre o Magrebe, onde em 1014 tinha sido fundado o Reino Hamádida de Bugia. Em 1048 os Zíridas (governadores do Norte de África) rejeitam a soberania fatímida.
Em 1073, um soldado de nome Badre Aljamali levou a cabo um golpe de estado no Cairo. Aljamali concentrou o poder nas suas mãos, tomando os títulos de comandante dos exércitos e vizir. A ordem seria restabelecida, mas as tentativas de manter o domínio sobre a Palestina e a Síria resultariam num fracasso. Badre Aljamali seria sucedido pelo seu filho; a partir de então os califas fatímidas passaram a ser fantoches nas mãos dos vizires.
Em setembro de 1171, Saladino derrubou o último califa fatímida, Aladide (r. 1160–1171).

## Lista dos califas fatímidas
- Lista de califas fatímidas (910–1171)